# 蘇霔
蘇霔（1410年—？），字克滋，福建漳州府龍巖縣人，民籍。明朝政治人物。進士出身。

## 生平
正統六年（1441年）辛酉科福建鄉試第二十四名。正統十年（1445年）乙丑科會試第四十七名，殿試登進士第三甲第六十八名。

## 家族
曾祖蘇國用。祖父蘇致遠。父亲蘇吉順。